# Atonia uterina
L'atonia uterina és el fracàs de l'úter a contraure's adequadament després del part. La contracció dels músculs uterins durant el treball comprimeix els vasos sanguinis i alenteix el flux de la sang, cosa que ajuda a prevenir l'hemorràgia i facilita la coagulació. Per tant, la manca de contracció muscular uterina pot provocar una hemorràgia aguda, ja que la vasculatura no està prou comprimida. L'atonia uterina és la causa més freqüent d'hemorràgia postpart, que és una causa d'emergència i potencial de mortalitat. A tot el món, l'hemorràgia postpart és una de les 5 principals causes de mort materna. El reconeixement dels signes d'alerta de l'atonia uterina en el context d'un sagnat extens després del part hauria d'iniciar intervencions destinades a recuperar la contracció uterina estable.